# Tania Schlie
Tania Schlie (* 12. Januar 1961 in Hamburg) ist eine deutsche Schriftstellerin und Lektorin, die zahlreiche Romane veröffentlicht hat. Sie schreibt auch unter den Pseudonymen Greta Hansen und Caroline Bernard.

## Leben und Werk
Tania Schlie wurde 1961 in Hamburg geboren. Nach ihrem Studium der Germanistik und der Politikwissenschaft in Hamburg und Paris und dem Abschluss Magister arbeitete sie lange Jahre als Verlagslektorin. Nach zahlreichen Beiträgen in Anthologien während der 1990er Jahre erschien 2002 dann ihr Debütroman Die Spur des Medaillons. In den folgenden Jahren veröffentlichte sie weitere Bände wie Elsas Erbe, Eine Liebe in der Provence oder Das Freundinnenbuch. 2013 erschien der Titel Hurra, endlich 50 zusammen mit Katrin Traoré und Stefanie Wawer.
Unter dem Pseudonym Greta Hansen veröffentlichte sie bisher die Historischen Romane Zwischen uns der Ozean (2011) Auf der Suche nach Dir (2012) und Eine Liebe in der Normandie (2013) beim Piper Verlag in München.
Tania Schlie arbeitet heute als freie Lektorin, Journalistin und Autorin. Sie hat zwei Kinder und lebt mit ihrer Familie in Glückstadt an der Elbe.

## Publikationen

### Als Tania Schlie
- 2002: Die Spur des Medaillons, Rheda-Wiedenbrück: RM-Buch-und-Medien-Vertrieb
- 2005: Elsas Erbe, Berlin: Ullstein
- 2005: Eine Liebe in der Provence, Berlin: Marion von Schröder Verlag
- 2007: Liebesdinge, Hamburg: Hoffmann und Campe (Zusammen mit Katrin Traoré)
- 2009: Das Freundinnenbuch, Hamburg: Hoffmann und Campe
- 2011: Frauen am Meer, München: Thiele
- 2011: Frauen im Garten, München: Thiele
- 2013: Hurra, endlich 50, München: ArsEd. (Zusammen mit Katrin Traoré und Stefanie Wawer)
- 2014: Wo Frauen ihre Bücher schreiben, München: Thiele
- 2015: Eine Liebe in der Provence, Köln: Editionnova
- 2016: Schreibende Paare, München: Thiele
- 2016: Glück Stadt im Fluss: von Menschen, Bauten und Natur – von Schiffen, Festen und Kultur, Bremen: Edition Temmen
- 2016: Der Duft von Rosmarin und Schokolade, München: dotbooks Verlag
- 2018: Der Duft von Sommerregen, München: dotbooks Verlag
- 2019: Zwischen uns der Ozean, München: dotbooks Verlag
- 2019: Die Kirschen der Madame Richard, Hamburg: mtb
- 2019: Die Jahre ohne dich, München: dotbooks Verlag
- 2021: Frauen im Café, Wien: Thiele Verlag

### Als Greta Hansen
- 2011: Zwischen uns der Ozean, (Roman), München: Piper
- 2012: Auf der Suche nach dir, (Roman), München: Piper
- 2013: Eine Liebe in der Normandie, (Roman), München: Piper
- 2015: Die Jahre ohne dich, (Roman), München: Piper

### Als Caroline Bernard
- 2018: Die Muse von Wien, (Roman), Berlin: Aufbau, ISBN 978-3-7466-3392-3
- 2019: Frida Kahlo und die Farben des Lebens, (Roman), Berlin: Aufbau, ISBN 978-3-7466-3591-0 (Mit Literaturangaben).
- 2020: Fräulein Paula und die Schönheit der Frauen, (Roman), Berlin: Aufbau, ISBN 978-3-7466-3655-9.
- 2021: Die Frau von Montparnasse, (Roman), Berlin: Aufbau, ISBN 978-3-7466-3814-0.
- 2022: Die Wagemutige: Sie ist im Widerstand, sie kämpft für die Freiheit – und für die Liebe, (Roman), Berlin: Rütten & Loening Berlin.
- 2024: Der Blick einer Frau: Sie riskiert ihr Leben, um die Welt zu ändern, (Roman), Berlin: Rütten & Loening Berlin, ISBN 978-3-3520-0996-9.